# Peer Trilcke
Peer Trilcke (* 1981 in Hamburg) ist ein deutscher Germanist.

## Leben
Er wuchs im Herzogtum Lauenburg und in Lübeck auf. Von 2001 bis 2006 studierte er Literatur, Medien, Skandinavistik und  Philosophie in Kiel. Ab 2006 war er zunächst Doktorand, später Post-Doktorand und Vertretungsprofessor am Lehrstuhl für Neuere deutsche und vergleichende Literaturwissenschaft von Heinrich Detering an der Universität Göttingen. Seit April 2016 lehrt er zunächst als Juniorprofessor und seit 2021 als ordentlicher Professor für deutsche Literatur des 19. Jahrhunderts mit dem Schwerpunkt Theodor Fontane an der Universität Potsdam. Seit April 2017 ist er Leiter des Theodor-Fontane-Archivs an der Universität Potsdam.
Seine Schwerpunkte sind Fontane in der Literatur und Kultur des 19. Jahrhunderts, Digitale Literaturwissenschaft (sowie im engeren Sinne Computational Literary Studies), Digitales Kulturerbe sowie Theorie und Praxis des Archivs.